# Indénié-Djuablin
L'Indénié-Djuablin est une région de Côte d'Ivoire, située dans le district de la Comoé. Son chef lieu est Abengourou. Cette région regroupe notamment les villes d'Abengourou, Agnibilékrou, Bettié et Niablé. En 2021, sa population est de 716 443 habitants.

## Administration
La région regroupe trois départements :
- Abengourou
- Agnibilékrou
- Bettié

## Politique
Pascal Abinan Kouakou (Rassemblement des houphouëtistes pour la démocratie et la paix, RHDP) est élu président du conseil régional lors de l'élection régionale d'avril 2013 avec 62,4 % des voix. Sans étiquette, il est réélu lors de l'élection régionale d'octobre 2018 avec 52,2 % des voix, devant Bernard Adou N'Gouan, soutenu par le Parti démocratique de Côte d'Ivoire – Rassemblement démocratique africain (PDCI) qui obtient 46,52 % des voix. Soutenu par le RHDP lors de l'élection de septembre 2023, Wouadja Essay est élu avec 48,8 % des voix face à Bernard Adou N'Gouan (46,8 %) et Assoa Adou (Parti des peuples africains – Côte d'Ivoire, 4,4 %).